# Cartoon All-Stars to the Rescue
Cartoon All-Stars to the Rescue er en amerikansk animationsfilm fra 1990 af Karen Peterson, Marsh Lamore, Milton Gray, Bob Shellhorn og Mike Svayko.

## Medvirkende
- Jason Marsden som Michael
- Paul Fusco som Alf
- Ross Bagdasarian Jr. som Alvin og Simon
- Jeff Bergman som Bugs Bunny som Daffy Duck
- Wayne Collins
- Jim Cummings som Winnie
- Townsend Coleman som Dad and Michaelangelo